# Stelletta conulosa
Stelletta conulosa är en svampdjursart som beskrevs av Patricia R. Bergquist 1968. Stelletta conulosa ingår i släktet Stelletta och familjen Ancorinidae. Inga underarter finns listade i Catalogue of Life.